# Tích Đạo
Tích Đạo (chữ Hán giản thể: 滴道区, âm Hán Việt: Tích Đạo khu) là một quận thuộc địa cấp thị Kê Tây, tỉnh Hắc Long Giang, Cộng hòa Nhân dân Trung Hoa. Quận Tích Đạo có diện tích 515 km², dân số 120.000 người. Mã số bưu chính của quận Tích Đạo là 158150. Quận Tích Đạo được chia thành 4 nhai đạo, 2 hương. 
- Nhai đạo biện sự xứ: Tẩy Môi, Đông Hưng, Khoáng Lý, Đại Thông Câu Môi Khoáng.
- Trấn: Ái Huy, Tây Cương Tử, Hãn Đạt Khí.
- Hương: Tích Đạo Hà, Lan Lĩnh.